# Bird (film)
Bird è un film del 1988 prodotto e diretto da Clint Eastwood, e scritto da Joel Oliansky.
Nasce come tributo alla vita e soprattutto alla musica jazz del sassofonista Charlie "Bird"  (Yadbird) Parker.
Il film è stato presentato in concorso al 41º Festival di Cannes.

## Trama del film
Il film, che racconta la storia di Charlie "Bird" Parker, sassofonista, genio del jazz, con un altro grande come Dizzy Gillespie, iniziatore del be-bop e con il trombettista bianco Red Rodney, è costruito come un collage di scene dalla vita di Parker, dalla sua infanzia in Kansas, attraverso il suo matrimonio con Chan Richardson, fino alla sua prematura morte all'età di trentaquattro anni. Accanto agli amori andati, Parker attraversa fiumi di alcol e droga che lo devasteranno. Morirà a soli trentaquattro anni quasi in miseria, ma verrà ricordato come uno dei più grandi musicisti jazz della storia.

## Descrizione
La struttura del film è costituita da una narrazione non lineare, sono presenti continui andirivieni temporali con ampio utilizzo di flashback. A tal proposito, a chi gli faceva notare la forse eccessiva frammentarietà della narrazione che avrebbe reso difficile al pubblico il seguire la storia, Eastwood rispose: «Se avessi dovuto raccontare la storia secondo l'ordine cronologico, il film sarebbe dovuto durare parecchie ore!».
Le atmosfere del film sono principalmente notturne, e posseggono una fotografia molto contrastata. Le poche scene girate alla luce del giorno rappresentano momenti cupi della vita di Parker, come il funerale della figlioletta, la degenza al manicomio Camarillo, e infine il suo stesso funerale. Viceversa la notte è rappresentata come l'habitat ideale per il Parker musicista, libero di suonare e di sbizzarrirsi in ardite improvvisazioni suonando nei vari locali jazz.
In definitiva Bird non è un film biografico in senso tradizionale, possiede piuttosto una struttura narrativa analogica-poetica più che descrittiva-storica, con personaggi inventati (Buster il sassofonista rivale di Parker), imprecisioni (sembra che al contrario di quanto mostrato nel film, a Parker piacesse il nascente Rhythm and blues, e che lo trovasse divertente piuttosto che scandalizzarsi per l'ascesa del genere stesso) e contiene episodi della vita di Parker abbastanza "romanzati" (vedasi il lancio del sassofono attraverso la vetrata dello studio di registrazione durante le sessioni per Lover Man, in realtà mai avvenuto) anche se non in senso prettamente hollywoodiano.
Le maggiori critiche che furono mosse al film, riguardarono comunque la sfera musicale. A Eastwood venne rimproverato di aver fatto isolare in studio il suono del sassofono di Parker eliminando l'accompagnamento delle incisioni originali, per sovraincidervi un nuovo accompagnamento strumentale da parte di musicisti jazz contemporanei. Il regista motivò la scelta adducendo il fatto di voler avere a disposizione nastri della più elevata qualità sonora all'epoca disponibili, ma i fan di jazz più accaniti non gli perdonarono di aver così snaturato l'essenza delle registrazioni originali, eliminando le parti suonate da leggende come Max Roach, Dizzy Gillespie, ecc.

## Riconoscimenti

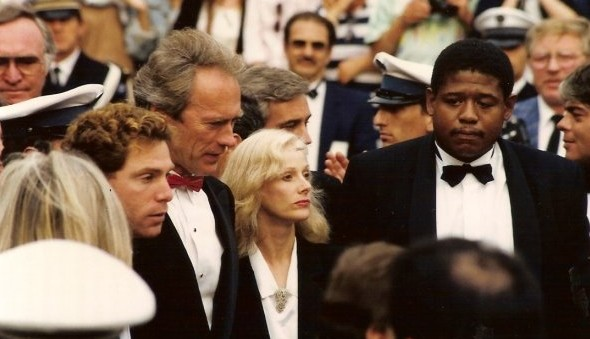
Clint Eastwood con gli attori Michael Zelniker e Forest Whitaker, al Cannes Film Festival del 1988.